# Patti
Patti ist eine Gemeinde in der Metropolitanstadt Messina in der Region Sizilien in Italien mit 12.680 Einwohnern (Stand 31. Dezember 2023).

## Lage und Daten
Patti liegt 76 Kilometer westlich von Messina. Die Einwohner arbeiten hauptsächlich in der Landwirtschaft (Zitrusfrüchte, Oliven und Getreide) und im Tourismus.
Der Bahnhof Patti-S. Piero Patti liegt an der Bahnstrecke Messina – Palermo, die Fahrzeit liegt zwischen 52 Minuten und 1 Stunde und 20 Minuten je nach Zug. Patti hat einen Autobahnanschluss an die A20/E90.
Die Nachbargemeinden sind Gioiosa Marea, Librizzi, Montagnareale, Montalbano Elicona, Oliveri und San Piero Patti.

## Geschichte
Das Doppelbistum Lipari-Patti wurde 1131 gegründet, aber erst 1166 endgültig von Alexander III. anerkannt. Die Bischöfe führten keineswegs regelmäßig den Doppeltitel, vielfach findet sich nur die Bezeichnung episcopus Pactensis (Bischof von Patti). Sie dürften auch vorwiegend in Patti residiert haben trotz einer privilegierten Schiffsverbindung zur Insel Lipari, die aber auch im Mittelalter bei schlechten Witterungsbedingungen wenig praktikabel war. Bei der Trennung im Jahr 1399 wurde Patti Sitz des Bistums Patti. Während des Krieges der Sizilianischen Vesper wurde die Gemeinde auf Befehl Friedrichs II. von Aragon niedergebrannt. Im Jahre 1544 wurde die Gemeinde erneut niedergebrannt, diesmal von Piraten des Ariadeno Barbarossa.
1922 fiel bei Patti ein 12 Gramm schwerer Eisenmeteorit.

## Sehenswürdigkeiten

### Im Ort Patti

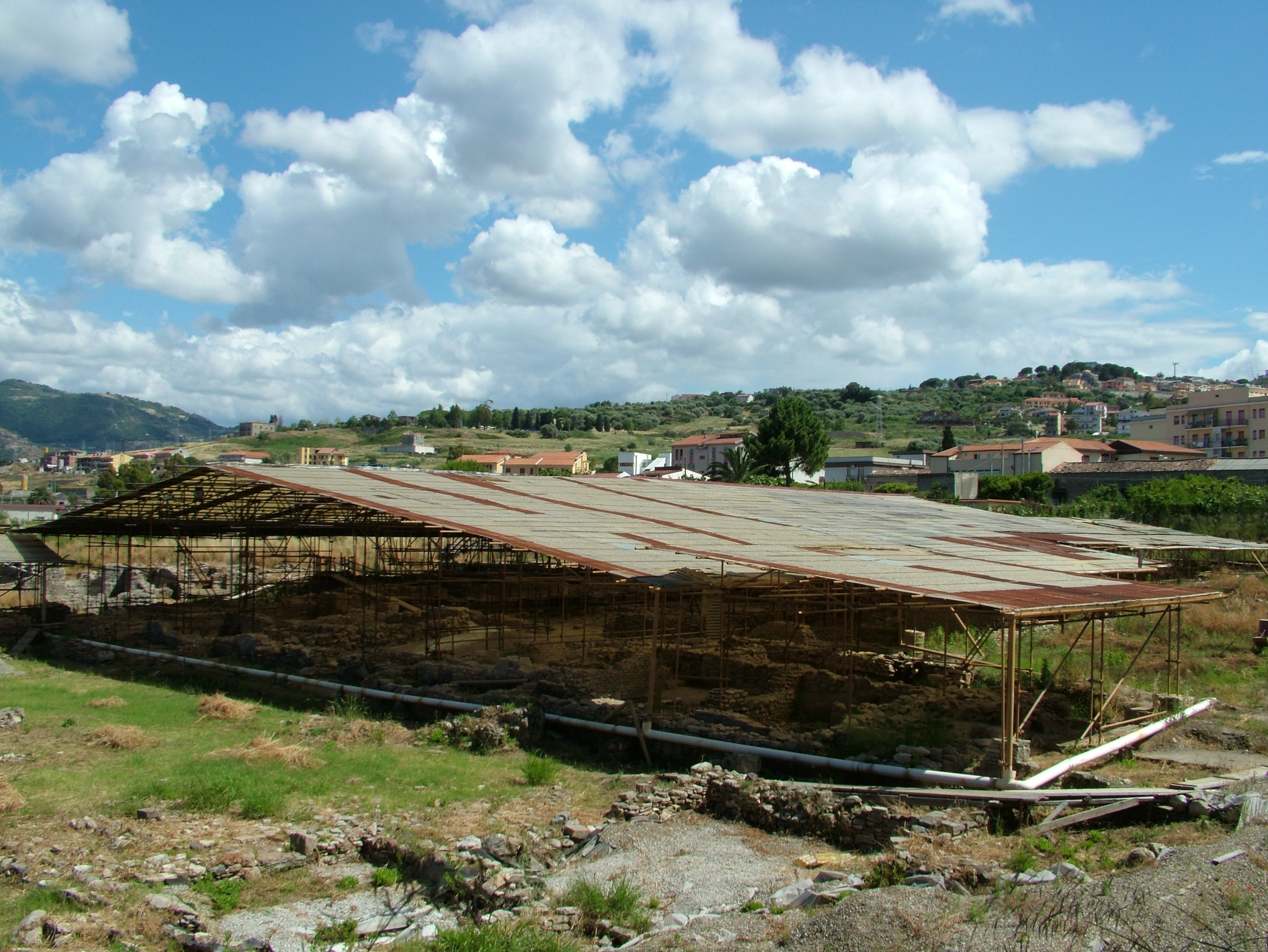
Ausgrabung der römischen Villa

- Kathedrale San Bartolomeo aus dem 17. Jahrhundert, hier befindet sich der Sarkophag der Gräfin Adelheid von Savona, Ehefrau des Grafen Roger I. und Mutter des Grafen und späteren Königs Roger II.
- Villa Romana di Patti mit Mosaiken, die Villa ist mit der Villa in Piazza Armerina vergleichbar. Die Villa wurde im 4. Jahrhundert verlassen. Sie wurde im gleichen Jahrhundert von einem Erdbeben zerstört.

### Außerhalb des Ortes

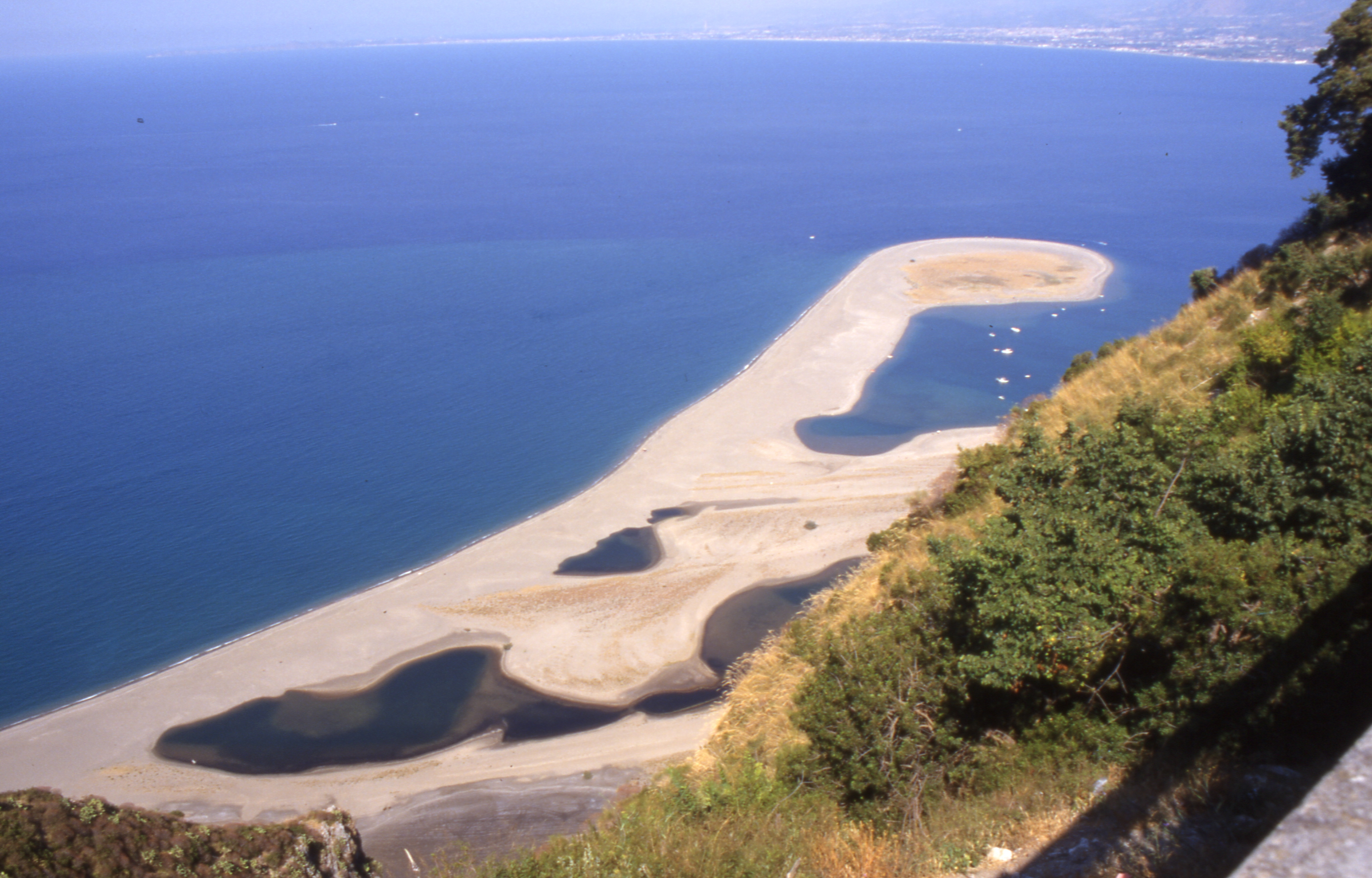
Lagune bei Patti/Tindari

- Marina di Patti, ein schöner Strand
- Tindari, ein Wallfahrtsort, in dem eine Schwarze Madonna verehrt wird. Kloster und katholische Radiostation.
- Tindari, eine Ausgrabungsstätte aus griechischer Zeit
- Aussicht von Tindari auf die Lagune und die Liparischen Inseln

## Söhne und Töchter
- Luigi Natoli (1799–1875), Bischof von Caltagirone und Erzbischof von Messina
- Pete Rugolo (1915–2011), US-amerikanischer Jazzkomponist
- Michele Sindona (1920–1986), Rechtsanwalt und Bankier
- Michelangelo Rampulla (* 1962), Fußballspieler